# Cyrtauchenius bedeli
Cyrtauchenius bedeli là một loài nhện trong họ Cyrtaucheniidae. Loài này phân bố ờ Algerije.